# Sidney Holes Chiffriermaschine
Sidney Holes Chiffriermaschine ist eine in den frühen 1920er-Jahren vom britischen Erfinder Sidney Hole entwickelte Rotor-Chiffriermaschine. Im Gegensatz zu vielen anderen Schlüsselmaschinen aus dieser Zeit, bei denen elektrischer Strom genutzt wird, um die Verschlüsselung zu erzielen, verwendete Holes Chiffriermaschine Luft, genauer Saugluft.

## Vorgeschichte

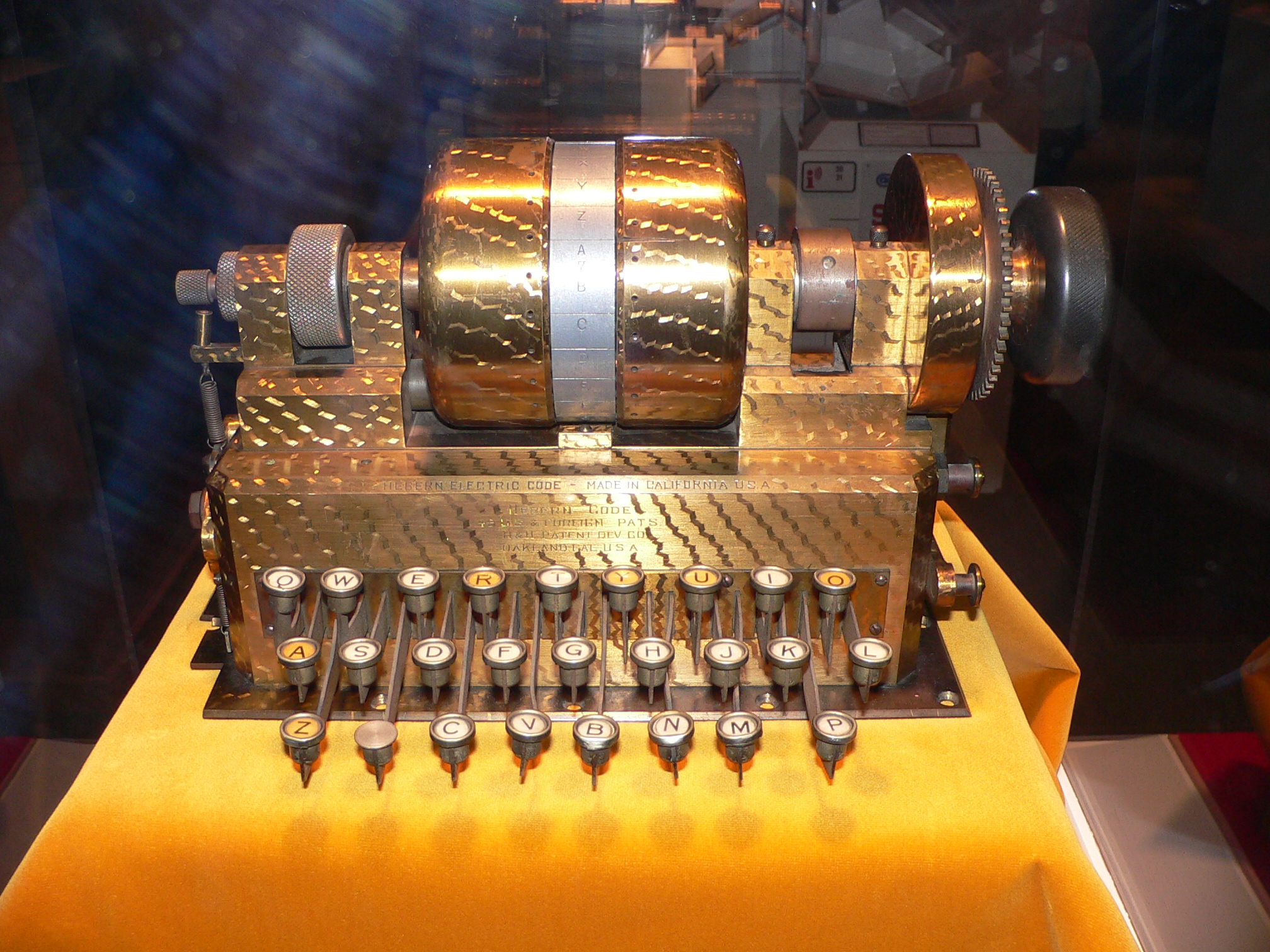
Nachbau von Heberns elektrischer Rotor-Schlüsselmaschine, der Electric Code machine

Wie auch andere Nationen, beispielsweise die Deutschen mit ihrer ADFGX-Methode, nutzten die Briten während des Ersten Weltkriegs (1914–1918) Handschlüsselverfahren zur Geheimhaltung ihrer militärischen Nachrichten. Mit Aufkommen von elektrischen Schreibmaschinen und Fernschreibern zu Beginn des 20. Jahrhunderts, kamen mehrere Erfinder auf die Idee des Rotor-Prinzips zur Verschlüsselung von Texten. Diese Maschinen versprachen eine einfachere Handhabung und eine verbesserte kryptographische Sicherheit als die inzwischen veralteten manuellen Verfahren.
Zu den ersten realisierten Rotor-Maschinen gehörte eine elektrische Chiffriermaschine des US-amerikanischen Kryptologen Edward Hebern. Er nannte sie die Electric Code machine (Bild). Dieses Gerät aus dem Jahr 1917 verfügte nur über einen einzigen Rotor. Aus diesem Grund erwies es sich (ähnlich wie später auch die deutsche Enigma) als weniger sicher gegen unbefugte Entzifferung als zunächst angenommen. Der amerikanische Kryptologe William F. Friedman konnte kryptographische Schwächen des „Hebern-Prinzips“ aufdecken, nachdem die Methode der US-Regierung angeboten worden war.

## Prinzip
Sidney Hole lebte in der Gemeinde Albourne bei Hassocks in der Grafschaft Sussex im Süden Englands, als er die Idee hatte, statt nur eines einzigen Rotors, wie bei der Hebern-Maschine, besser einen Rotorensatz aus fünf Rotoren zu benutzen. Diese befinden sich auf einer gemeinsamen Achse unmittelbar nebeneinander und können mithilfe eines Fortschalt-Mechanismus unabhängig voneinander rotieren. Jeder Rotor ist als zylindrische Scheibe ausgestaltet, nahe deren äußerem Rand sich in axialer Richtung jeweils 28 Bohrungen befinden, durch die Luft hindurchströmen kann. Dies erlaubt die Verwendung der 26 Großbuchstaben des lateinischen Alphabets plus zweier Sonderzeichen, hier Schrägstrich („/“) und Gleichheitszeichen („=“).

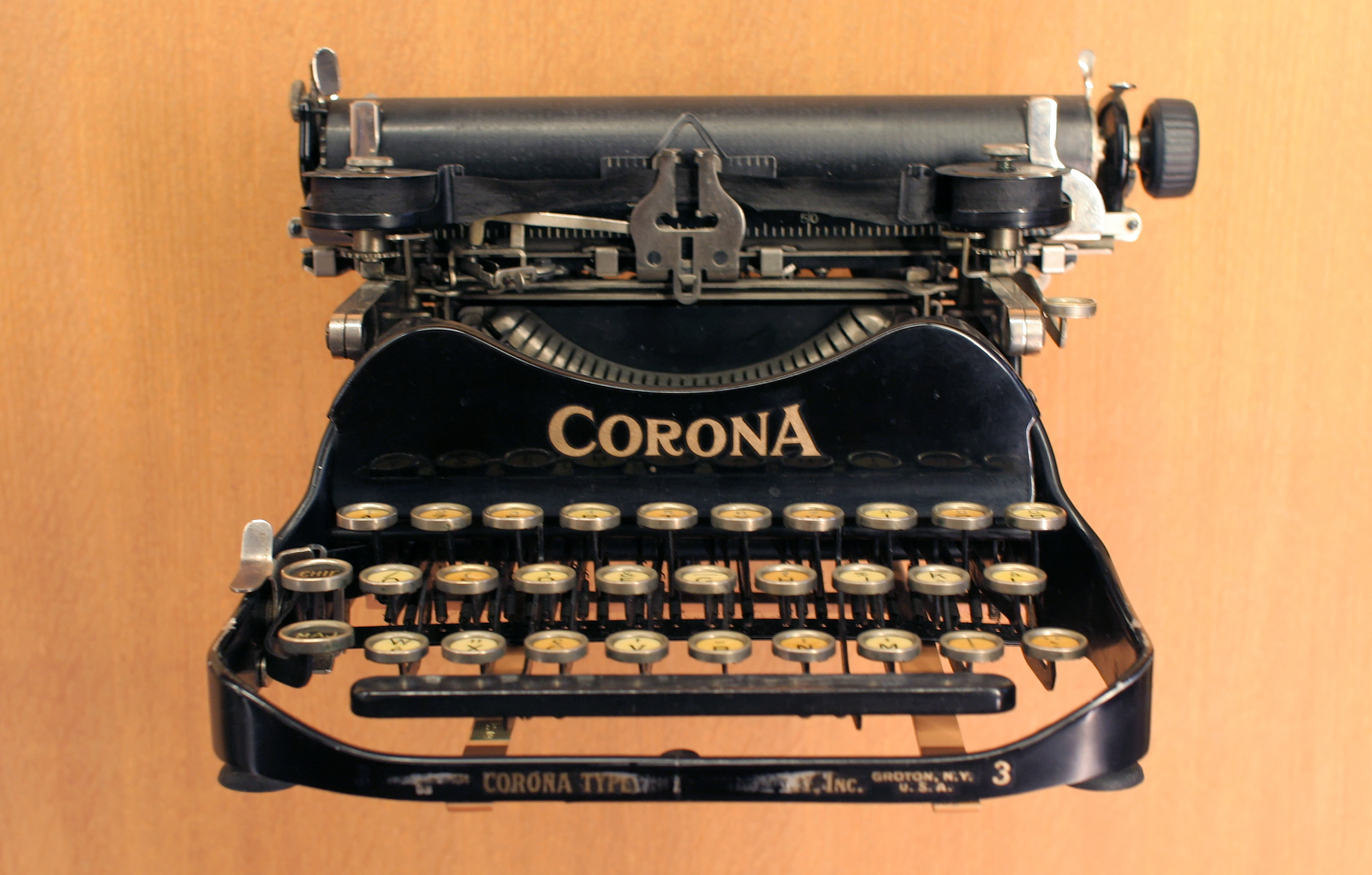
Schreibmaschine „Corona“ (ca. 1921), die modifiziert wurde, um jeweils als Ein- und Ausgabegerät für die Chiffriermaschine zu dienen.

Der Rotorensatz ist das Herzstück zur Verschlüsselung und befindet sich in der Mitte der Coding and Decoding Machine, wie er seine Erfindung nannte. Im deutschsprachigen Patent wird sie als „Vorrichtung zum Chiffrieren und Dechiffrieren“ bezeichnet. Ergänzt wird der Rotorensatz durch zwei modifizierte Schreibmaschinen der Marke „Corona“ (Bild), die damals vom amerikanischen Herstellers Smith Corona gefertigt wurde. Eine Schreibmaschine ist links und die andere rechts angeordnet. Sie dienen wechselseitig zur Ein- und Ausgabe des Textes. Meist unterhalb befindet sich ein Kompressor, der den Unterdruck erzeugt (Saugluft), mit der die komplette Anordnung betrieben wird (siehe auch: Foto unter Weblinks).
Nachdem er am 22. August 1922 eine erste Patentanmeldung im Vereinigten Königreich eingereicht hatte, meldete er ein Jahr später, am 18. August 1923, seine Erfindung auch in den Vereinigten Staaten, und am 23. August 1923 in Deutschland zum Patent an. Das amerikanische Patent wurde am 20. Januar 1925 erteilt  (Nr. 1,523,689), das britische Patent im Jahr 1926 und das deutsche am 27. September 1928 (Nr. 466819). Weitere Patente wurden im selben Jahr in den Vereinigten Staaten (Nr. 1,684,028) sowie in Kanada und Australien erteilt. Sidney Hole ließ sich als Funktionsprinzip neben Pneumatik noch Hydraulik schützen, nicht jedoch Elektrik.

## Nachgeschichte
Während die deutsche Reichswehr am 1. Juni 1930 im Geheimen eine elektrische Rotor-Chiffriermaschine unter der militärischen Bezeichnung „Enigma I“ in Dienst gestellt hatte, verfügten die britischen Streitkräfte zu dieser Zeit über nichts Vergleichbares. Selbst 1934 wurde noch immer an Holes pneumatischen Prinzip festgehalten, ohne dies jedoch zu einem „truppentauglichen“ und einsatzfähigem Verschlüsselungsgerät weiterentwickelt zu haben. Da eine feldtaugliche Maschine jedoch dringend benötigt wurde, entschied der von der Royal Air Force (RAF) hierzu eingesetzte Fliegeroffizier, Wing Commander (Oberstleutnant) Oswyn Lywood, die Weiterentwicklung zu stoppen. Energisch entschied er, stattdessen auf der Basis der kommerziell erhältlichen deutschen Enigma-D eine britische Maschine zu bauen. (Die Enigma I war den Briten damals noch unbekannt.)
Im August 1934 begann die Entwicklung dieser neuen Maschine. Sie erhielt zunächst den Namen RAF Enigma with Type X attachments (deutsch „RAF-Enigma mit Type‑X-Zusatz“), kurz RAF Enigma. Ein erster Prototyp wurde am 30. April 1935 dem Air Ministry (britisches Luftfahrtministerium) vorgestellt. In den folgenden Jahren entstand daraus die Typex-Maschine, die den Briten im Zweiten Weltkrieg (1939–1945) sehr gute Dienste leistete.

## Nachbetrachtung
Sidney Holes Chiffriermaschine stellt einen interessanten Zwischenschritt in der Entwicklungsgeschichte von Rotor-Chiffriermaschinen dar, der sich jedoch aufgrund der Verwendung von Luft statt elektrischem Strom als Sackgasse erwies.
Zwei erhaltene Exemplare seiner Maschine befinden sich im Science Museum (Wissenschaftsmuseum) in der britischen Hauptstadt London. Aufgrund von Korrosion sind sie allerdings in nicht mehr funktionsfähigem Zustand.